# Bockel (Wagenfeld)
Bockel è una frazione (Ortsteil) del comune di Wagenfeld, nel land della Bassa Sassonia, in Germania.

## Storia
Già comune autonomo nel circondario della contea di Diepholz, fu soppresso e incorporato a Wagenfeld il 1º gennaio 1967.